# Obrożnik grenlandzki
Obrożnik grenlandzki (Dicrostonyx groenlandicus) – gatunek ssaka z podrodziny karczowników (Arvicolinae) w obrębie rodziny chomikowatych (Cricetidae).

## Zasięg występowania
Obrożnik grenlandzki zamieszkuje w zależności od podgatunku:
- D. groenlandicus groenlandicus – wschodni Nunavut, w tym wschodnie Wyspy Królowej Elżbiety, Wyspa Księcia Walii, Somerset, północna Ziemia Baffina i Southampton (Kanada) oraz Grenlandia.
- D. groenlandicus clarus – zachodnie Wyspy Królowej Elżbiety.
- D. groenlandicus kilangmiutak – północny Jukon, Terytoria Północno-Zachodnie i zachodnie Nunavut (północno-zachodnia Kanada), w tym Wyspa Banksa, Wyspa Wiktorii i Wyspa Króla Williama (południowo-zachodnia część kanadyjskiego Archipelagu Arktycznego).
- D. groenlandicus lentus – południowa Ziemia Baffina.
- D. groenlandicus rubricatus – północna Alaska.
- D. groenlandicus vinogradovi – obrożnik arktyczny – Wyspa Wrangla (Rosja).

## Taksonomia
Gatunek po raz pierwszy zgodnie z zasadami nazewnictwa binominalnego opisał w 1823 roku szkocki zoolog Thomas Stewart Traill nadając mu nazwę Mus groenlandicus. Holotyp pochodził z Ziemi Jamesona, w Grenlandii.
Liczba gatunków w obrębie rodzaju Dicrostonyx wahała się od jednego (D. torquatus) do obecnych siedmiu. Kariologia, badania hodowlane i kolor sierści doprowadziły do rozpoznania sześciu gatunków (groenlandicus, hudsonius, nelsoni, nunatakensis, richardsoni i unalascensis) w Ameryce Północnej, które wcześniej były zaliczane do D. groenlandicus. Niemniej jednak taksonomia D. groenlandicus nie jest jednak do końca jasna; niektórzy autorzy uważają D. g. vinogradovi za odrębny gatunek. Analizy filogograficzne pozwoliły na wyodrębnienie dwóch skupisk wśród populacji krainy nearktycznej, rozdzielonych rzeką Mackenzie. Autorzy Illustrated Checklist of the Mammals of the World rozpoznają sześć podgatunków.

### Etymologia
- Dicrostonyx: gr. δικρος dikros „rozwidlony”; ονυξ onux, ονυχος onukhos „pazur”[13].
- groenlandicus: Grenlandia (duń. Grønland, ang. Greenland, gren. Kalaallit Nunaat)[14].
- clarus: łac. clarus „odrębny, jasny”[14].
- kilangmiutak: gren. nazwa kilangmiutak dla leminga oznaczająca „ten, który spada z nieba”[7].
- lentus: łac. lentus „wolny, nieaktywny”[14].
- rubricatus: łac. rubricatus „czerwono-ochrowy, rumiany”, od rubrica „czerwona ochra”, od ruber, rubra „czerwony”[14].
- vinogradovi: Boris Stiepanowicz Winogradow (ros. Борис Степанович Виноградов) (1891–1958), rosyjski zoolog[15].

## Morfologia
Długość ciała (bez ogona) 113–151 mm, długość ogona 11–22 mm; masa ciała 52–114 g. Ciało pokryte gęstym futrem, w lecie szaro-rudawe, ciemno paskowane, w zimie białe. Przednie łapy przystosowane do kopania w śniegu. Cechą charakterystyczną, odróżniającą zwierzę od innych przedstawicieli swojego rodzaju są małe, ostre siekacze i bardzo małe tylne łapy.

## Tryb życia
Żyją głównie w norach, latem drążonych w ziemi, zimą w śniegu. Są roślinożerne – żywią się pąkami, kwiatami, owocami, gałązkami, trawą, mchem, a także grzybami.
Sezon godowy trwa od stycznia do września, samica wydaje w tym czasie kilka miotów. Ciąża trwa ok. 20 dni, liczba młodych w miocie waha się od jednego do jedenastu. Młode są karmione mlekiem przez 15–20 dni. Zwierzęta osiągają dojrzałość płciową już w wieku 85 dni. Na wolności rzadko żyją powyżej jednego roku.